# Fibrina rica en plaquetas
La fibrina rica en plaquetas  (PRF por sus siglas en inglés Platelet-Rich Fibrin), también llamada (L-PRF), o por otros autores que la llamaron Plasma Rico en Fibrina, es un segunda generación de concentrados plaquetarios autólogos. Se obtiene por medio de una técnica simple que logra una alta concentración de plaquetas, leucocitos y otras moléculas activas como citocinas y factores de crecimiento que se quedan atrapados en una matriz tridimensional de fibrina. Se utiliza para acelerar la curación de tejidos blandos y duros. También se está utilizando como un scaffold (matriz de soporte) en bioingeniería en diferentes áreas de la salud.

## Usos del PRF en Odontología

### Elevación de seno
El PRF aplicado solo o en conjunto con diferentes materiales de injerto óseo mejora la cicatrización y acelera el llenado óseo en cirugías de elevación de seno. La membrana además de mezclarse con los materiales de relleno, también se utiliza dentro de la técnica para cerrar la ventana quirúrgica. Se reconoce que el uso del PRF sin ningún otro material de injerto produce importantes beneficios a bajo costo.

### Preservación del alveolo
Se utiliza en cirugías dentales para reducir la pérdida de hueso después de la extracción del diente. La membrana de Fibrina rica en plaquetas (PRF) contiene factores de crecimiento óseo que pueden ser secretados directamente sobre la herida, en un material de injerto o en un biomaterial para luego ser colocado inmediatamente en el alveolo del diente extraído. El alveolo se cierra y se cubre con una membrana reabsorbible o no reabsorbible y posteriormente se sutura.

### Regeneración ósea y de tejidos blandos
El PRF se ha utilizado en regeneración guiada de huesos y tejido

### Endodoncia Regenerativa
Se ha probado que el PRF puede aumentar el hueso alveolar. También se utiliza en pulpa dental necrótica y en el cierre de ápices abiertos, e incluso para revitalizar dientes con terapia regenerativa endodóntica.